# Белогорлый варан

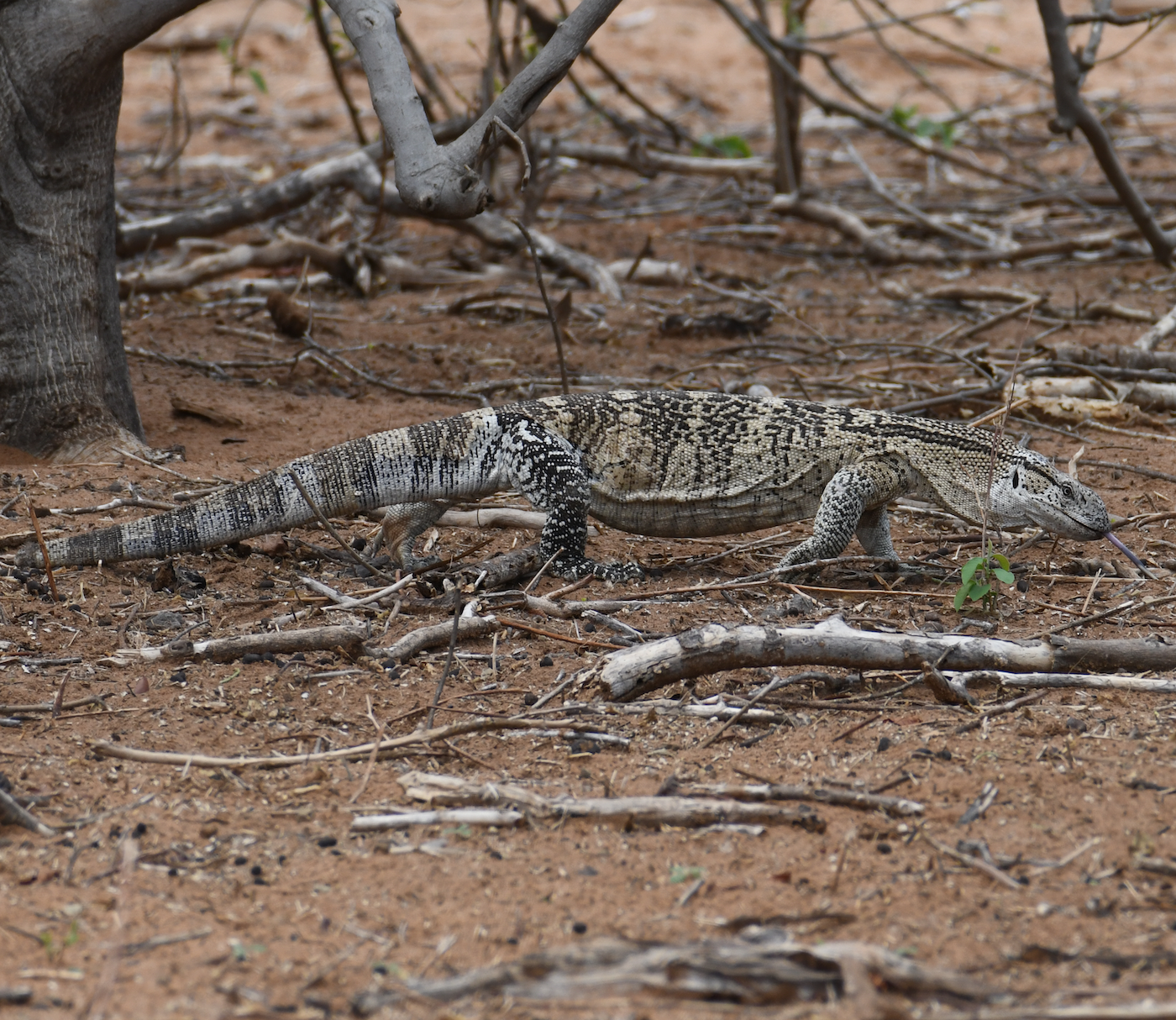
Varanus albigularis

Белогорлый варан () — вид ящериц из семейства варанов. Ранее этот вид классифицировался как подвид Varanus exanthematicus. Видовое название переводится как лат. albus — «белый», лат. gula — «горло».

## Описание
Голова сверху серого или коричневого цвета, горло значительно светлее. Нос тупой. Тело покрыто тёмными розетками с кремовыми центрами у взрослых, розетки гораздо менее выразительны и могут дать иллюзию полос вокруг грудной клетки. Когти острые, загнутые назад. Размер варьируется в зависимости от географического положения и подвида. Самцы, как правило, крупнее самок. Длина тела без учёта хвоста более 50 см, общая длина обычно от 0,85 до 1,5 м. Масса тела самцов репродуктивного возраста в среднем составляет от 5 до 8 кг, тогда как самок — от 4,5 до 6,5 кг. Животные в неволе могут стать чрезвычайно тучными, с массой тела более 20 кг. Детёныши длиной около 12 см и весят от 20 до 25 грамм.

## Распространение
Этот вид широко распространен в юго-западной, юго-центральной и восточной Африке. Проживает в различных засушливых ландшафтах, включая степь и саванны, но отсутствует в пустыне.

## Образ жизни
Преимущественно наземное животное, которое некоторое время проводит на деревьях, особенно во время размножения и отдыха. Активно охотится как на деревьях, так и на земле, а также использует деревья в качестве убежищ от полуденной жары и врагов, а также ночью. Летом активен в течение всего светового дня, за исключением полудня, когда температура окружающей среды достигает крайних значений. В зимние месяцы животное гораздо менее активно. Вараны в целом остаются на ночь в своих убежищах в холодные месяцы, но часто их головы выступают из входа в убежище. Зимнее бездействие является результатом отсутствия доступной добычи, так как экспериментальное увеличение продовольственного снабжения привело к 30-кратному увеличению активности.

### Питание
Будучи активным хищником без четкой пищевой специализации, белогорлый варан поедает все, что может поймать. В течение сезона дождей улитки, многоножки, жуки и кузнечики формируют большую часть его диеты. Когда миграционные потоки насекомых особенно велики, ящерицы должны перемещаться лишь на небольшое расстояние, чтобы добыть достаточное количество пищи. Однако, предпочитаемым элементом добычи являются змеи. В Намибии кобры, гадюки и ужи наиболее часто встречаются в рационе белогорлых варанов. Только иероглифовые питоны, кажется, редки в рационе, скорей всего из-за огромного размера взрослых особей. Даже только что вылупившиеся детеныши белогорлых варанов нападают на змей. Эти вараны также охотятся за яйцами и птенцами птиц, гнездящихся как на земле, так и на деревьях. Самая большая птица, съеденная этой ящерицей во время исследования рациона в Намибии, была сипуха. Фермеры также сообщают о том, что вараны поедают кур. В Намибии белогорлые вараны редко поедали млекопитающих, даже несмотря на то, что они часто делили подземные убежища с капскими земляными белками, и их суточная активность приблизительно совпадала.

### Естественные враги
Как и другие крупные виды варанов, белогорлый варан имеет немного естественных врагов. Не очень большие особи иногда могут быть атакованы большими хищными птицами, такими как боевой орел, поскольку эти ящерицы не такие гибкие и агрессивные как, например, нильские вараны. Более крупные хищники, в частности крокодилы и большие кошки, могут поедать белогорлых варанов от случая к случаю.

## Размножение
Вараны становятся половозрелыми при длине тела около 50 см. В юго-западной Африке, спаривание происходит в начале весны (август и сентябрь), примерно за 3 месяца до наступления сезона дождей. В Намибии начало половой активности на 1 месяц раньше в восточной популяции, чем в западной и это связано с тем, что осадки выпадают на востоке раньше. Самцы спариваются с более чем одной самкой. В любое другое время года особи обоего пола ведут одиночный образ жизни. Самцы часто перемещаются от 1 до 4 км в день, чтобы найти восприимчивую самку. После обнаружения, спаривание происходит в течение одних-двух суток. Когда самка восприимчива, она почти всегда забирается на дерево. Предполагают, что её феромоны привлекают самцов. Яйцекладки происходит примерно через 35 дней после спаривания, за 2 месяца до выпадения существенных осадков. Большие самки делают большие гнёзда с яйцами (до 50 яиц). В контролируемых экспериментах детёныши вылупляются примерно через 135 дней инкубации, что совпадает с серединой сезона дождей. Соотношение полов детенышей приблизительно равное. Половая зрелость наступает в возрасте примерно от 4 до 5 лет.

## Систематика
Остатки Varanus rusingensis, вероятного предка V. albigularis, найденные в Кении, датированы ранним миоценом.

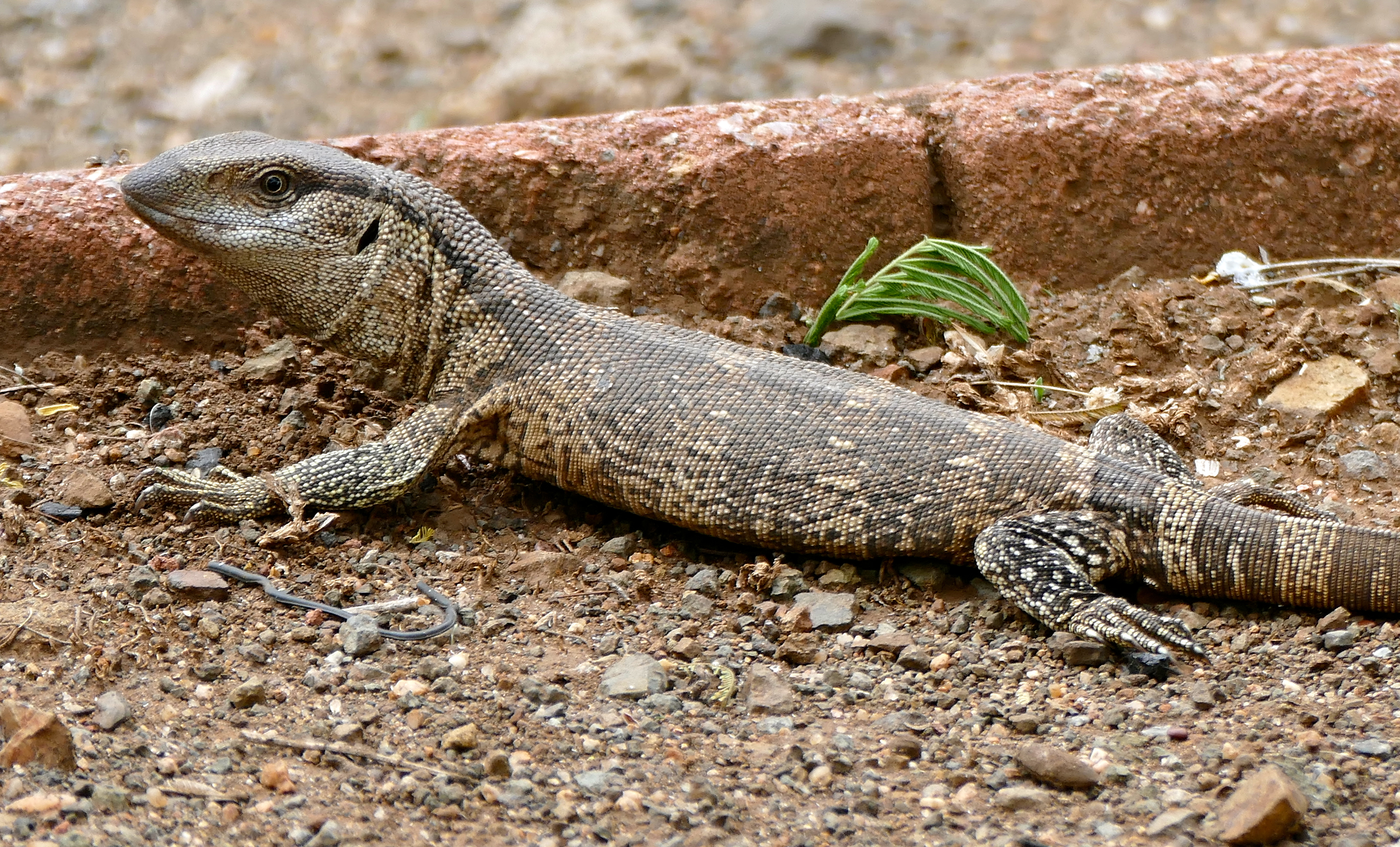
Молодая особь

Различают три подвида:
- Varanus albigularis albigularis
- Varanus albigularis angolensis
- Молодая особьVaranus albigularis microstictus